# Індустріальний парк

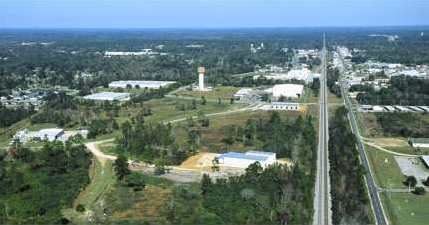
Промисловий парк у місті Пікаюн, Міссісіпі, США.

Індустріальний парк або промисло́вий парк — територія, виділена при плануванні міста для промислового розвитку. Метою створення таких парків є забезпечення підприємств спільною розвиненою інфраструктурою та забезпечення контролю над виробництвом та впливом на довкілля. Порядок створення, діяльності індустріальних парків на території України регламентується законом України про «Індустріальні парки». Промислові парки зазвичай розташовуються на околицях міст або поза основними житловими районами міста, зазвичай забезпечується гарною транспортною доступністю, в тому числі автомобільним і залізничним транспортом.
Промислові парки часто створюються навколо портів, аеропортів, залізниць та інших транспортних вузлів, що дозволяє зменшити транспортні витрати. Часто створення промислових парків проводиться в рамках програм з економічного розвитку, а підприємствам у них надаються певні пільги.

## Порядок створення
Ініціаторами створення індустріальних парків можуть бути органи державної влади, органи місцевого самоврядування, юридичні або фізичні особи, які мають право на створення індустріальних парків на землях державної, комунальної чи приватної власності. Індустріальний парк створюється на строк не менше 30 років, Для надання державної підтримки, уповноважений державний орган створює, веде та розміщує на своєму офіційному вебсайті Реєстр індустріальних парків.

## Розвиток в Україні
В Україні розвиток індустріальних парків почали лише у 2012 році. Старт дав законопроєкт "Про індустріальні парки", в якому вказано, що це - облаштована відповідною інфраструктурою територія, у межах якої її учасники можуть здійснювати господарську діяльність у сфері промислового виробництва, а також науково-дослідну діяльність, діяльність у сфері інформації і телекомунікацій.
З боку держави індустріальними парками опікується Міністерство економічного розвитку і торгівлі.
У травні 2022 року Верховна Рада схвалила два закони, які надають податкові та митні пільги для індустріальних парків. Зокрема, для резидентів парків передбачені економічні стимули: звільнення від імпортного ПДВ і мита при імпорті нового обладнання; від податку на прибуток на 10 років у разі ведення діяльності в межах індустріального парку, а також пільгові ставки податку на нерухомість і плати за землю від місцевої влади.

## Переваги
Такий тип освоєння території заснований на декількох концепціях:
- Є можливість зосередитися для розгортання спеціалізованої інфраструктури (залізничні під'їзні шляхи, порти, потужні електричні джерела, джерела подачі газу), що часто не по силу окремому підприємству
- Розгортання нового бізнесу стає більш дешевим, якщо використовується інтегрована інфраструктура в одному місці.
- Суміжні підприємства (особливо хімічної промисловості) можуть проєктуватись так, що в виробничому ланцюгу вони можуть взаємно доповнювати ланцюг виробництва товарів.
- Відокремлені райони для промислових цілей більш легко контролювати з точки зору екології.